# Disulfur de difenil
Difenil disulfur és el compost químic de fórmula (C₆H₅S)₂. És cristal·lí incolor, sovint abreujat com Ph₂S₂.

## Preparació
El difenil disulfur normalment es prepara per oxidació de tiofenol:
2 PhSH + I₂ → Ph₂S₂ + 2 HI
.